# スウェーデン国鉄D形電気機関車
スウェーデン国鉄D形電気機関車は、スウェーデン国鉄（SJ）で使用されていた一連の電気機関車の総称である。

## 概要
スウェーデンで初めての電気機関車となったのは鉄鉱石を運ぶオーフォート鉄道向けOa形であるが、重い鉱石を運ぶのに適した設計のため牽引力が高い分速度が低く本線で運用するのには適さなかった。SJは本線用電気機関車開発に大きなプロジェクトを設立し、開発を急いだ。
1925年に旅客列車用のDs形と貨物列車用のDg形の2種類が登場した。以後1943年までに333両が製造されて形式も増えていった。

## 特徴

### 車体外観
いずれの形式でも箱形13m級の車体である。材質は1933年までに製造された134両は木製で、以後の187両は鋼製に変わった。

### 機器類
ロッド駆動を採用。

## 系列別概要

### Ds形
旅客用として登場したタイプで最高速度は90km/h。後に電動機の出力を増強したDk形が登場したために159両で製造を打ち切った。残ったものも後年Dk形に改造されて消滅した。

### Dg形
貨物用として登場したタイプで牽引力を重視して最高速度は70km/hに抑えた。1936年から最高速度を75km/hに向上させたほか、後年電動機の出力増強も行われたが、形式名は変更されなかった。Du形に改造されたものを除き1976年までに運用を離脱した。

### Dk形
旅客用として登場したタイプ、出力増強した電動機を搭載して最高速度を100km/hとしたものである。117両が存在し、うち73両がDk形として新造されたもの、残りが改造社であった。Du形に改造されたものの他は1975年までに運用を離脱した。

### Du形
1950年代、同時期に登場したDa形電気機関車と同じ電動機を積んだ車両をDu形としたものである。この改造で旅客用と貨物用の区別はなくなり、最高速度は100km/hに向上した。Dk形、Ds形とDg形の3タイプから合計242両のDu形が登場した。1977年に最後の車両が運用を離脱、同時に木製の車体を持つものが消滅となった。

### Du2形
Rc形電気機関車と同等の性能を持てるようにDu形2両を連結したもので1967年から1976年にかけて162両のDuを81組のDu2に改造した。車体は全車両が鋼製のものから選ばれた。1993年までに全車両が運用を離脱し、一連のD形機関車は活躍を終えた。

## 保存車両
スウェーデンを代表する名機として複数両が保存されており、稼動状態のものもある。